# Макаев, Сергей Владимирович
Серге́й Влади́мирович Мака́ев (17 [30] октября 1910, Кобылья, Могилёвская губерния — 23 сентября 1988, Нижний Тагил, Свердловская область) — Герой Социалистического Труда (1966), директор Нижнетагильского металлургического комбината имени В. И. Ленина Министерства чёрной металлургии СССР в Свердловской области.

## Биография
Родился 17 (30) октября 1910 года в деревне Кобылье Горецкого уезда Могилёвской губернии в семье крестьянина. Семья, отец Владимир Иванович и мать Марфа Евстафьевна, вскоре переехали в Кемеровскую область.
Окончив Прокопьевский горный техникум, учился в Московском институте научной организации труда. В 1932 году работал на Магнитогорский металлургический комбинат вальцовщиком, начальником смены суточного стана. В 1937 году окончил вечернее отделение Магнитогорского горно-металлургического института по специальности «инженер-металлург». В 1938 году был направлен начальником прокатного цеха Керченского металлургического завода имени П. Л. Войкова.
В годы Великой Отечественной войны, в августе 1941 года бригада С. В. Макаева строила оборонительную линию на Перекопском перешейке при постоянных бомбардировках, возводили надолбы (противотанковые сооружения), был легко контужен. За этот подвиг был награждён медалью «За боевые заслуги».
С сентября 1941 года руководил эвакуацией Керченского завода. Вместе с оборудованием был отправлен и Сергей Владимирович. По прибытии на Урал с 31 декабря 1941 года стал начальником смены прокатного цеха Новотагильского металлургического завода, с июля 1942 года — заместитель начальника цеха, с июня 1943 года — начальник прокатного цеха № 1. За выполнение здания Государственного комитета обороны по обеспечению военной промышленности металлом и освоения проката листа из углеродистой и броневой стали был награждён в марте 1945 года орденом Трудового красного Знамени.
С июня 1951 года и. о. главного прокатчика завода, однако в 1953 году был понижен до должности заместителя начальника обжимного цеха № 1 за сокрытие факта проживания ближайшего родственника (сестры Веры) за границей. В 1955 году — начальник колёсопрокатного цеха завода, в 1957 году — главный инженер комбината, в 1960—1970 годах — директор комбината. В 1970 году, выйдя на пенсию, продолжил работу старшим преподавателем, доцентом кафедры обработки металлов давлением Нижнетагильского филиала Уральского политехнического института.
Был членом КПСС с 1940 года, кандидатом технических наук с 1961 года, автором ряда научных публикаций, депутатом Верховного Совета РСФСР 7-го созыва, депутатом Свердловского областного Совета депутатов трудящихся, депутатом Свердловского областного промышленного Совета депутатов, депутатом Нижнетагильского городского и районного Советов депутатов трудящихся, делегатом XXII съезда КПСС.
Скончался 23 сентября 1988 года в Нижнем Тагиле после второго инсульта. Похоронен на Центральном кладбище Нижнего Тагила.

## Награды
За свои достижения был награждён:
- 28.10.1941 — медаль За боевые заслуги;
- 31.03.1945 — орден Трудового Красного Знамени;
- 1946 — медаль «За доблестный труд в Великой Отечественной войне 1941—1945 гг.»
- 05.05.1949 — медаль За трудовую доблесть «за выслугу лет и безупречную работу в металлургической промышленности»;
- 19.07.1958 — орден Трудового Красного Знамени;
- 16.06.1964 — орден Трудового Красного Знамени;
- 22.03.1966 — звание Герой Социалистического Труда с золотой медалью Серп и Молот и орден Ленина «за выдающиеся заслуги, достигнутые в развитии чёрной металлургии»;
- большая Золотая медаль ВДНХ;
- 1967 — Государственная премия СССР в области науки и техники «за разработку технологии, создание оборудования и внедрение в производство термической обработки железнодорожных рельсов».

## Комментарии
1. ↑  Деревня Кобылья[1], с 1945 — Калиновка[2], ныне — агрогородок в составе Волевковского сельсовета, Дубровенский район Витебской области, Белоруссия.